# Bickelstein

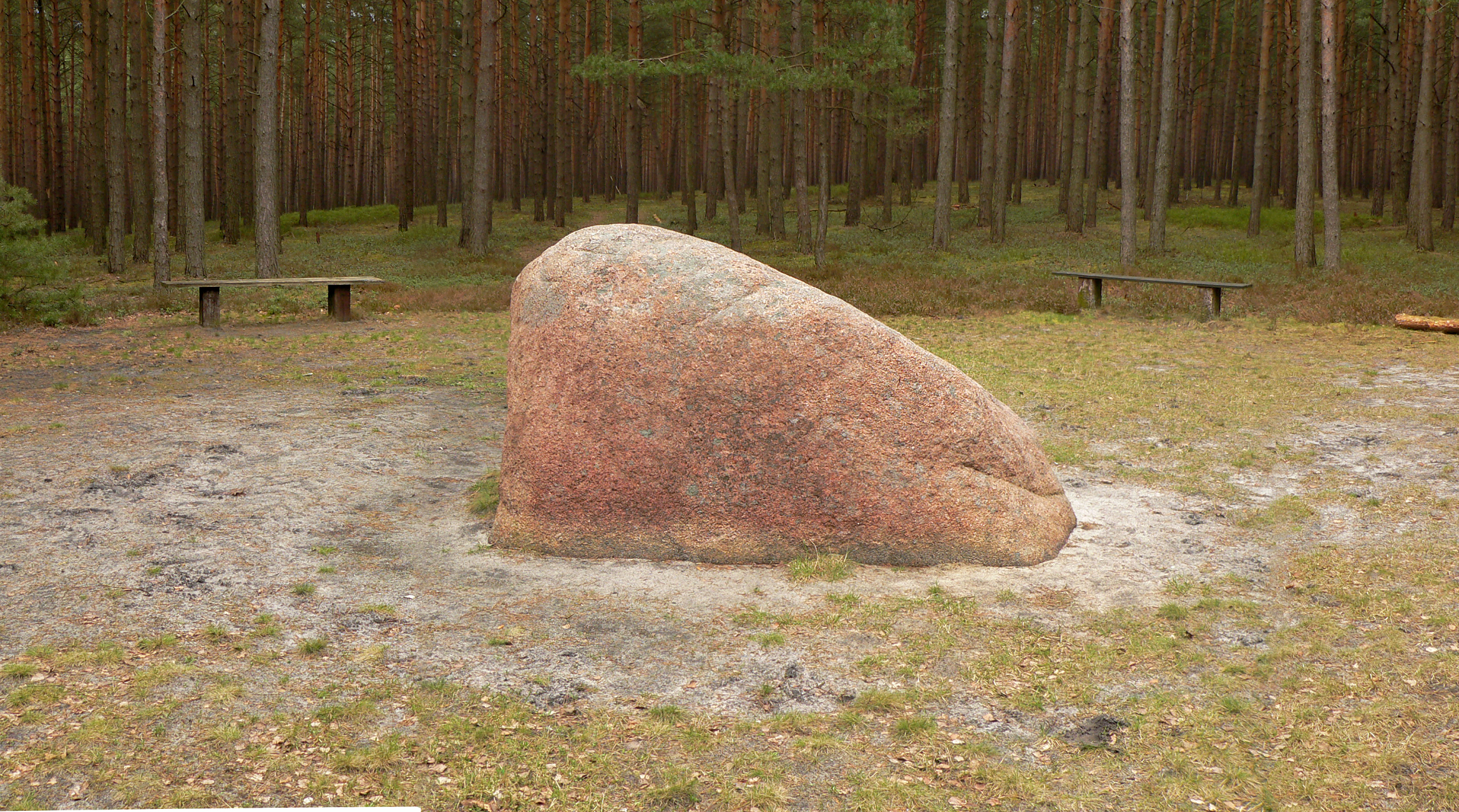
Bickelstein von Westen

Der Bickelstein ist ein 2,5 Meter langer und 1,2 Meter hoher Findling aus Kalifeldspatgranit, der hufeisen- und kreuzförmige Markierungen trägt. Er liegt in der Bickelsteiner Heide, einem Waldgebiet zwischen Ehra-Lessien und Boitzenhagen im Osten Niedersachsens. Der Stein gehört zu den bekanntesten Findlingen im Raum Wolfsburg-Gifhorn und ist das Wahrzeichen der Gemeinde Ehra-Lessien. Als größter Findling im Landkreis Gifhorn gilt jedoch der am Iseufer aufgestellte Gifhorner Findling.

## Lage

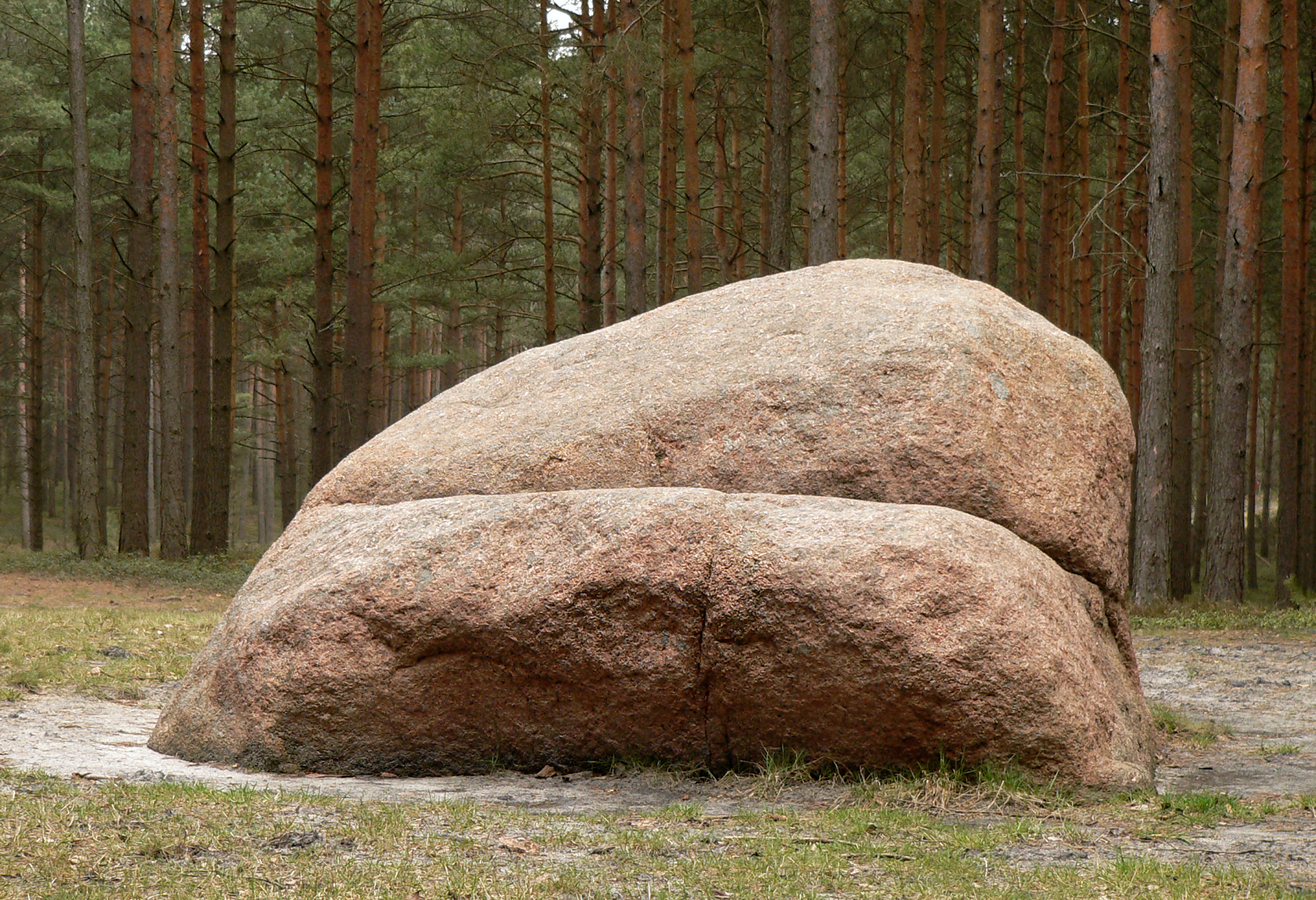
Ostansicht

Der sesselförmige Findling wurde von Gletschern während der Eiszeit im Pleistozän aus Skandinavien bis nach Norddeutschland transportiert. Er liegt auf einer Waldlichtung rund 200 Meter östlich der Landesstraße 288 zwischen Ehra-Lessien und Boitzenhagen, etwa vier Kilometer nordnordöstlich von Ehra auf ca. 94 Meter über NN. Der Weg dorthin ist ausgeschildert. Der Stein gab der Bickelsteiner Heide zwischen Ehra-Lessien, Boitzenhagen, Wiswedel und Voitze ihren Namen. Die Heideflächen wurden erst im 19. und 20. Jahrhundert mit Kiefern aufgeforstet. Früher lag der Bickelstein vermutlich in etwas offenerem Gelände mit Eichen und Wacholder.

## Geschichte und Besonderheiten
Indirekt erwähnt ist der Stein erstmals 1578 in einer Grenzbeschreibung des Amtes Knesebeck („Pickelsteinsche Heide“). Im Grenzvertrag zwischen dem Fürstentum Lüneburg und der Mark Brandenburg von 1583 ist er als Grenzstein genannt („Pickelstein“).
Eine weitere Erwähnung aus dem Jahr 1697 steht in einem Lehnsbrief derer von Bartensleben über das Boldecker Land.
Auffällig ist der Bickelstein nicht wegen seiner Größe und Lage, denn während der Eiszeit im Pleistozän wurden in Norddeutschland viele solcher Felsbrocken abgelagert. Das besondere sind vielmehr die sieben Hufeisen und sieben Kreuze, die auf der Oberfläche des Steins eingehauen sind. Die einen Zentimeter tiefen und etwa zehn Zentimeter großen  Markierungen sind ungleichmäßig auf dem Stein verteilt. Die Herkunft und das Alter der Markierungen sind unbekannt.
Der Bickelstein könnte in germanischer Zeit ein Kultplatz zur Verehrung Wotans gewesen sein. Die hufeisenförmigen Zeichen könnten dann Wotans Pferd Sleipnir symbolisieren. Es ist unklar, ob es sich bei den Kreuzen um germanische Heilszeichen oder um Sühnekreuze handelt, die nach der Christianisierung der Sachsen nachträglich hinzugefügt wurden. 
Heute ist der Stein nicht nur ein Ziel für Wanderer in dem großen Waldgebiet, sondern auch Veranstaltungsort für jährliche Waldgottesdienste während der Heideblüte im August.

Eingeritzte Markierungen
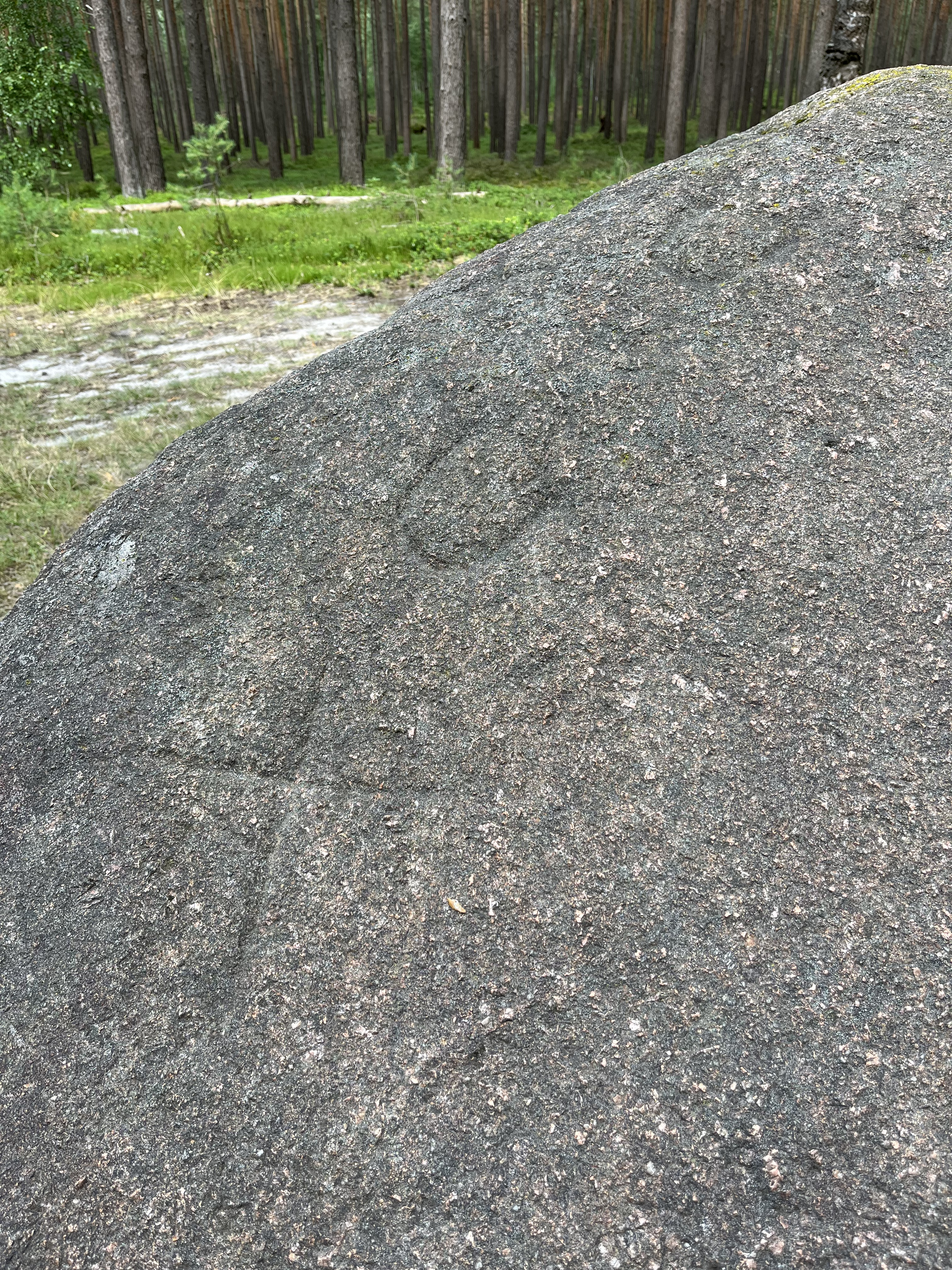
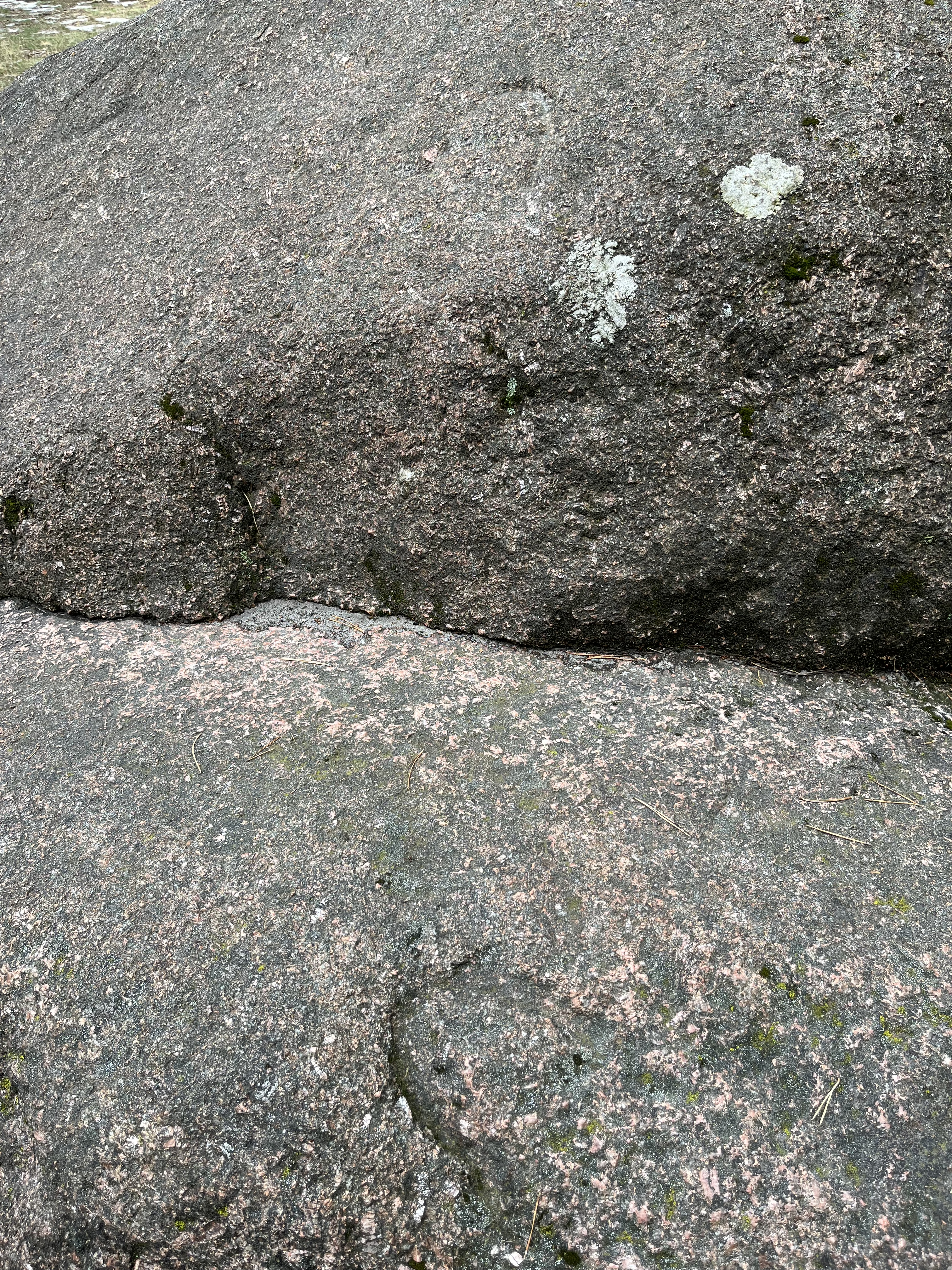
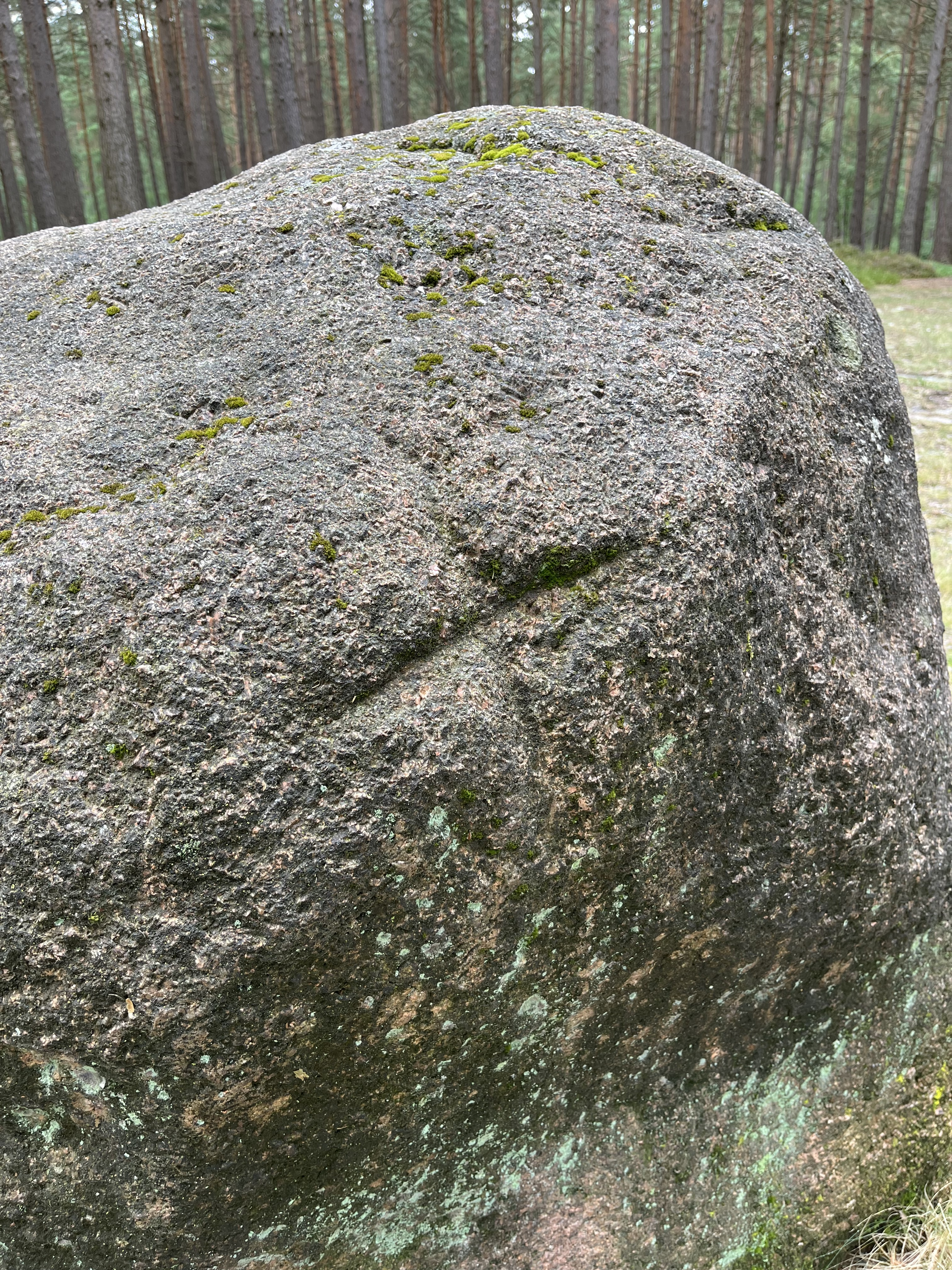
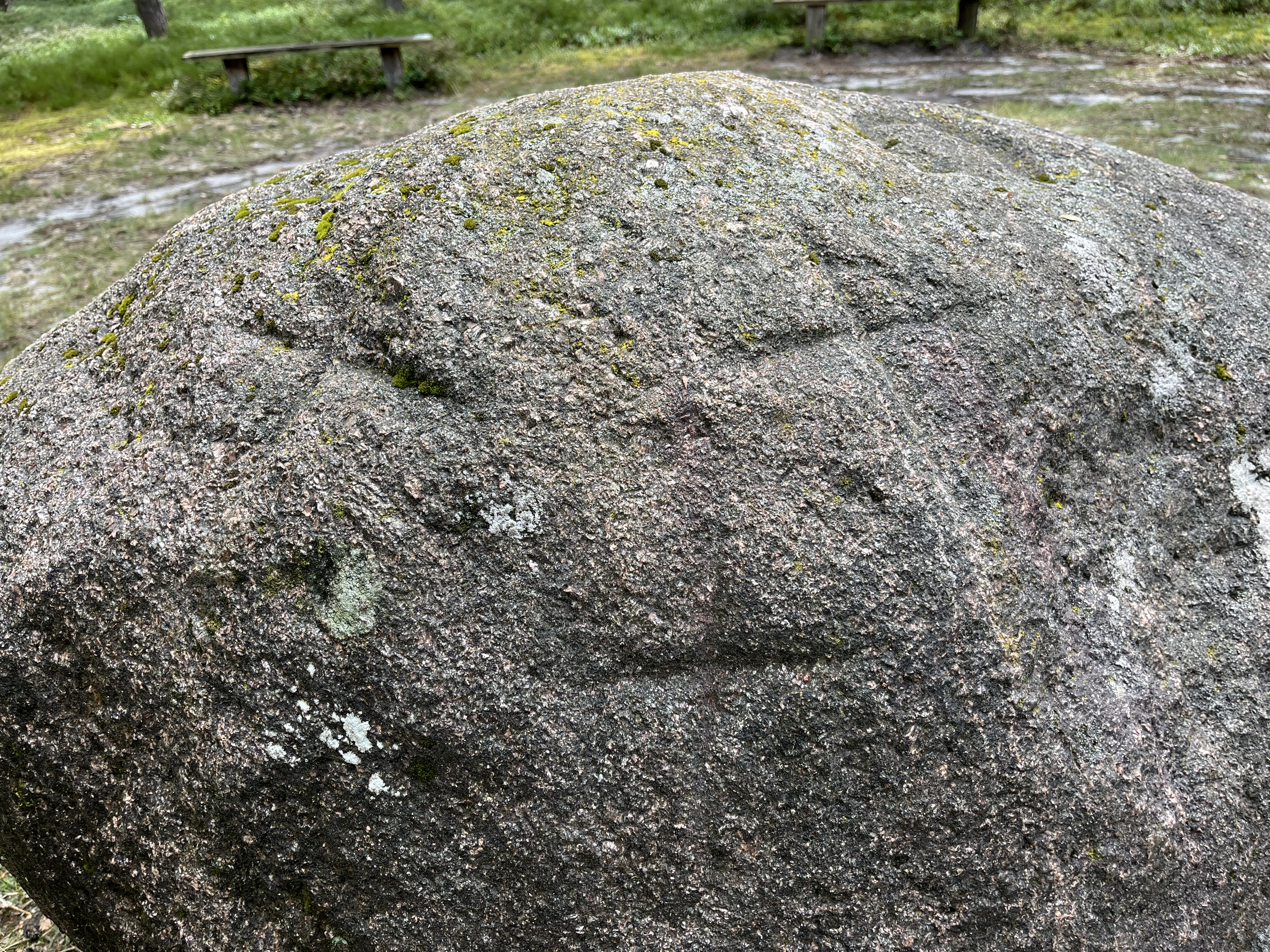
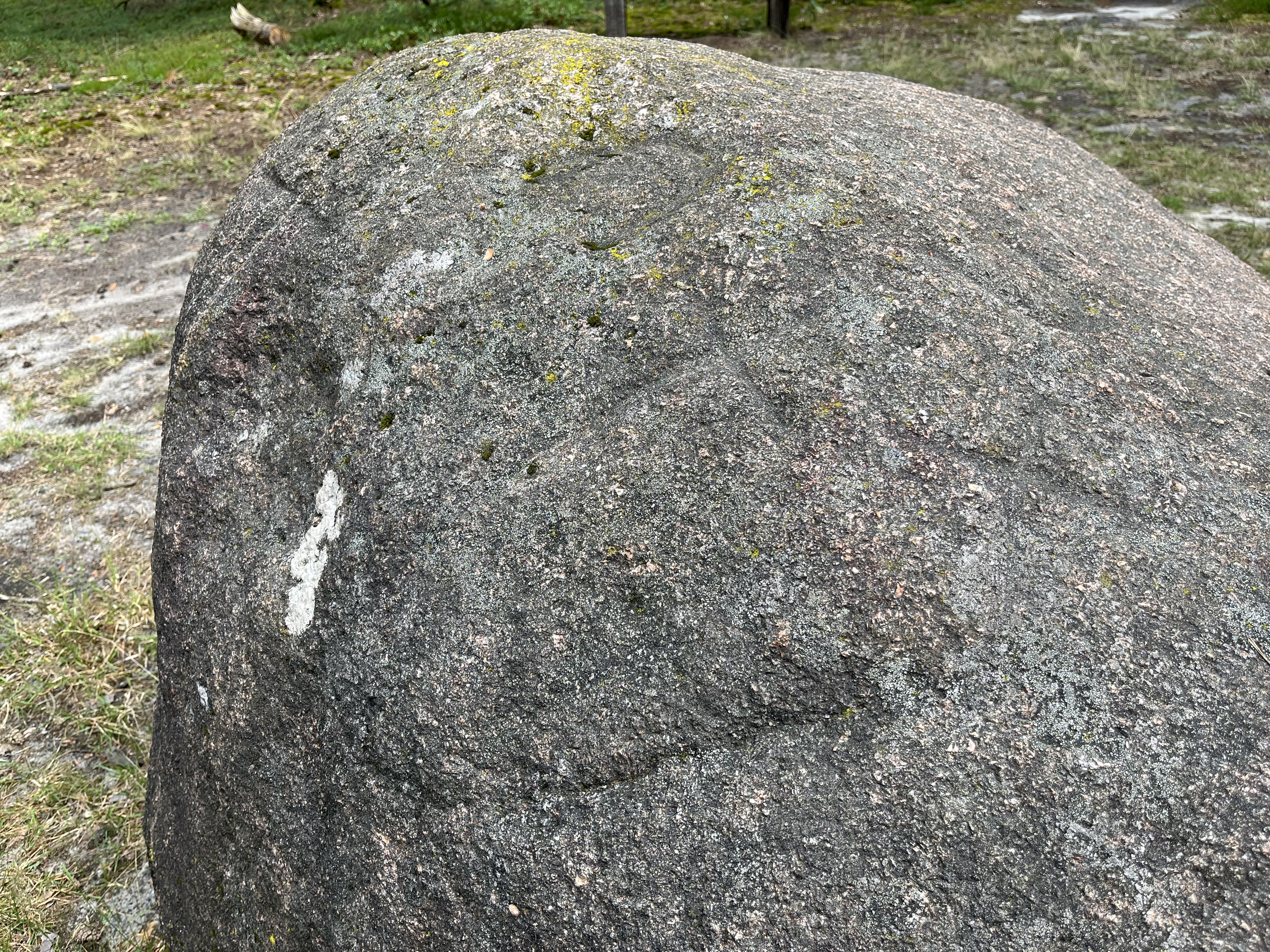

### Name
Der Name Bickelstein leitet sich von der Art des Aufbringens der Markierungen ab. Diese sind offensichtlich mit Hilfe von Werkzeug eingraviert worden. Das entsprechende niederdeutsche Wort dafür lautet inbicken („einhauen“), und das entsprechende Werkzeug heißt Bicke (vgl. Pickel). Wörtlich bedeutet Bickelstein demnach  „behauener“ oder „gravierter Stein“.

### Entstehungssagen

Diese Zeichnung von 1901 zeigt den Bickelstein von mehreren Seiten, mit Hervorhebung der eingeritzten Markierungen.

Zur Entstehung und den Markierungen des Steins gibt es drei Sagen:
- Dem Volksglauben nach warfen die Hünen einst den Stein nach dort, der vom Klieversberg in Wolfsburg stammt. Im Wolfsburger Stadtteil Hohenstein finden sich ähnlich große Gesteinsbrocken, bei denen es sich jedoch um anstehendes Gestein und nicht um Findlinge handelt.

- Der Sachse Bickel schloss an dieser Stelle eine Schar feindlicher Franken ein. Er bot dem Führer seiner Gegner die Freiheit an, wenn er um den Stein reiten würde und das Pferd ein Hufeisen gegen den Stein schleudern würde, was dann geschah.

- Im Dreißigjährigen Krieg kam um 1630 ein von den Kaiserlichen verfolgtes schwedisches Heer unter König Gustav Adolf II. in die Bickelsteiner Heide. Umzingelt von Feinden habe der König gerufen So wenig, als mein Pferd in diesen Stein treten und ich mein Schwert hineinhauen kann, so wenig werden wir noch siegen. Darauf zeigten sich die Wunderzeichen im Stein und die Schlacht wurde gewonnen.